# Castelo de Vide
Castelo de Vide es una villa portuguesa del distrito de Portalegre, región Alentejo y comunidad intermunicipal del Alto Alentejo, con cerca de 3800 habitantes.
Es sede de un municipio con 264,83 km² de área y 3116 habitantes (2021), subdividido en 4 freguesias. El municipio limita al nordeste con España, al oeste con el municipio de Marvão, al sur con Portalegre, al suroeste con Crato y al oeste y noroeste con Nisa.

## Demografía
| Gráfica de evolución demográfica de Castelo de Vide entre 1801 y 2021 |
|                                                                       |
| Datos según el nomenclátor publicado por el INE portugués.            |

## Freguesias
- Nossa Senhora da Graça de Póvoa e Meadas
- Santa Maria da Devesa (Castelo de Vide)
- Santiago Maior (Castelo de Vide)
- São João Baptista (Castelo de Vide)

## Enlaces externos

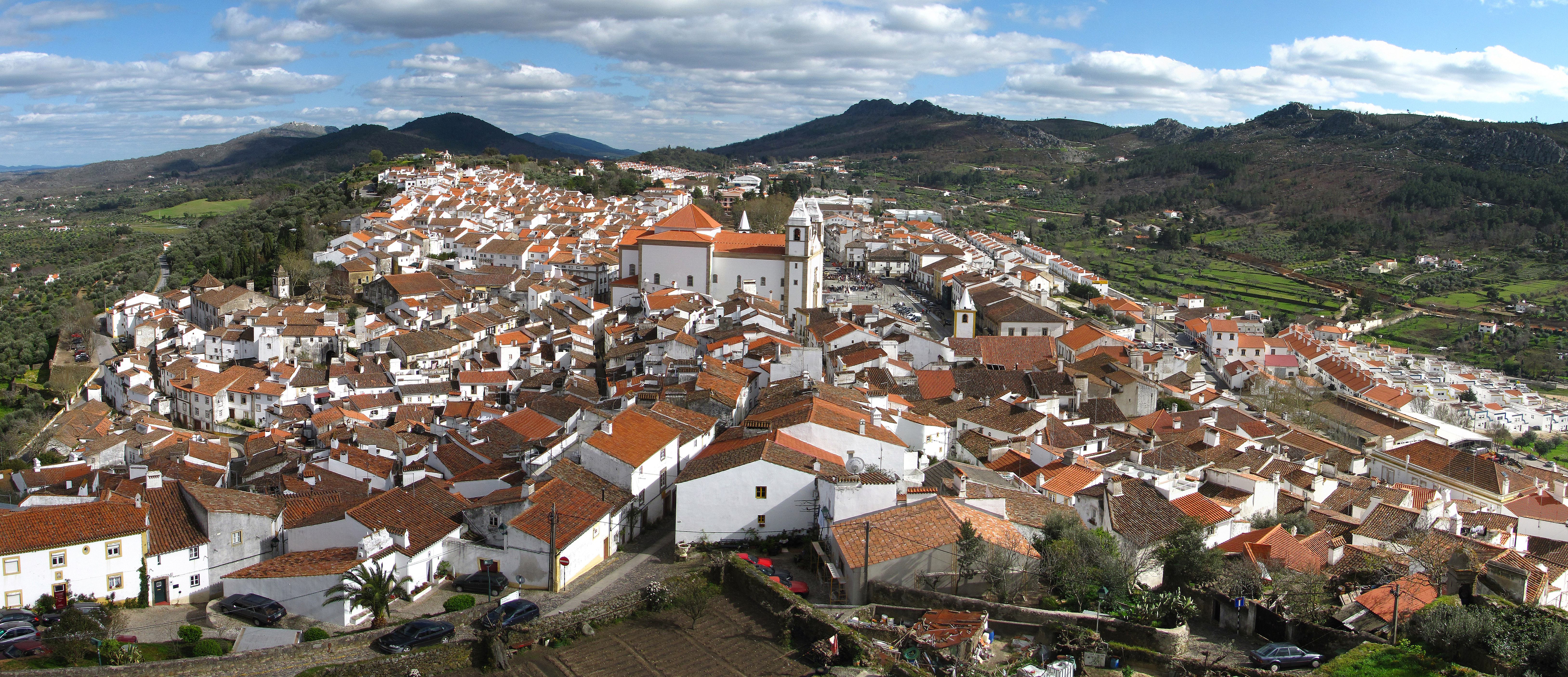
Vista panorámica.